# CUORE (esperimento)

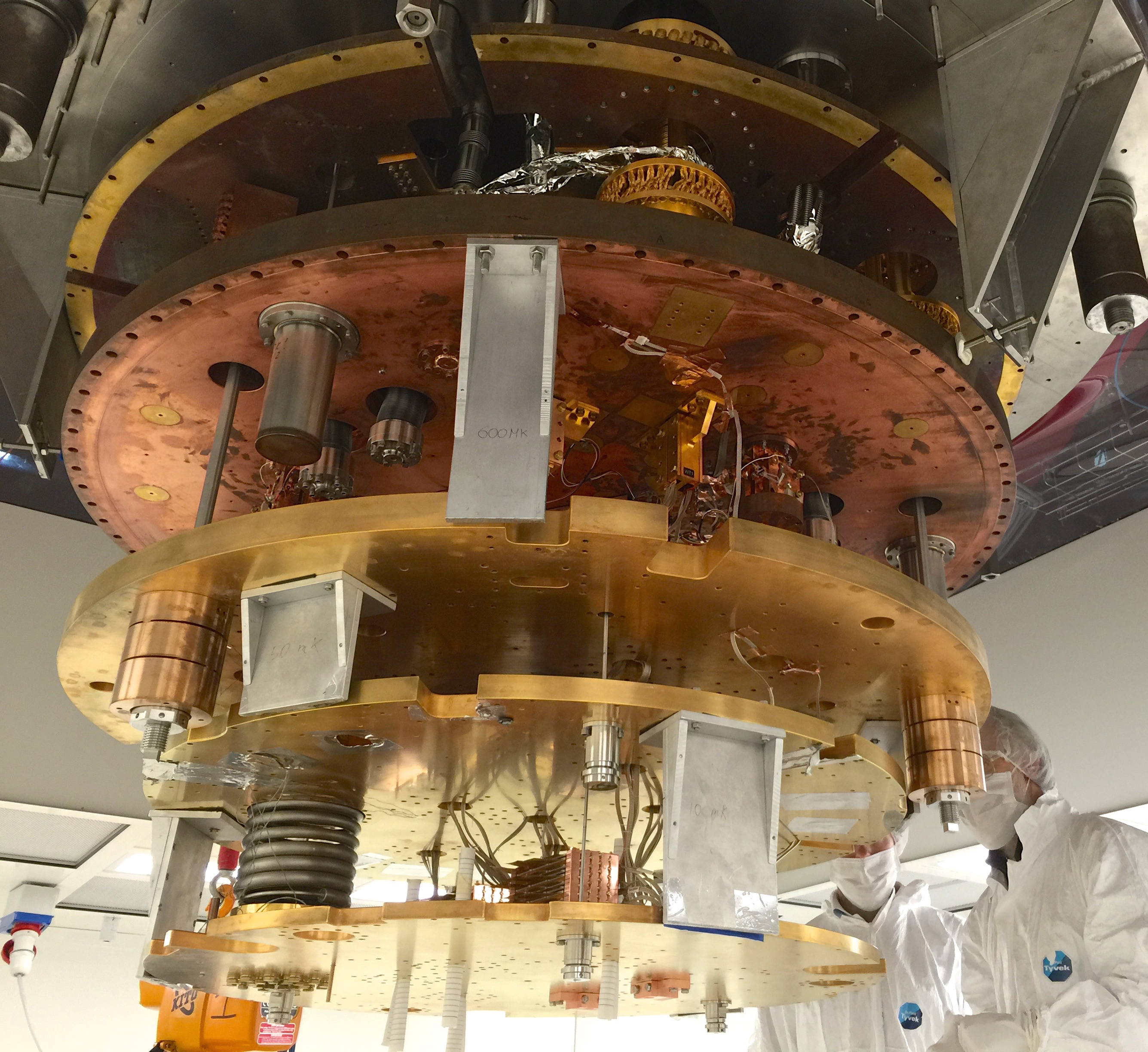
CUORE in costruzione nell'ottobre 2014.

CUORE, abbreviazione di Cryogenic Underground Observatory for Rare Events (Osservatorio criogenico sotterraneo per eventi rari) è un esperimento di fisica nucleare situato presso i Laboratori nazionali del Gran Sasso inaugurato il 23 ottobre 2017. L'esperimento ha iniziato a raccogliere dati nel 2017.

## Descrizione
Lo scopo di CUORE è osservare il doppio decadimento beta senza neutrini del 130Te, una trasformazione nucleare estremamente rara, possibile solo se il neutrino è una particella di Majorana con massa non nulla. L'osservazione di questo decadimento permetterebbe dunque di stabilire se il neutrino e la sua antiparticella coincidono, diversamente da quel che accade per tutte le altre particelle elementari note in natura, e darebbe informazioni preziose sul valore della massa del neutrino stesso, che tuttora è ignota.
CUORE è composto da 988 rivelatori termici, suddivisi in diciannove torri, ciascuna formata da tredici piani di quattro rivelatori ciascuno. Un rivelatore termico è costituito da un volume assorbitore, contenente la sorgente del decadimento che si desidera osservare, e da un sensore di temperatura; quando il nucleo di un atomo costituente l'assorbitore subisce una trasformazione, tutta l'energia che si libera viene rilasciata nell'assorbitore stesso, causando un aumento della sua temperatura. La variazione di temperatura, che è proporzionale all'energia rilasciata, viene poi misurata dal sensore.
Nei rivelatori di CUORE l'assorbitore è un cristallo di paratellurite (TeO2), che contiene il 130Te (che ha un'abbondanza isotopica del 33.8%); il cristallo è cubico, di 5 cm di lato, con massa pari a 790 g. Il sensore è un termistore di Germanio (Ge) drogato per trasmutazione neutronica (NTD), un elemento la cui resistenza varia molto con il variare della temperatura. Il doppio decadimento beta senza neutrini del 130Te comporta un rilascio di energia pari a 2527 keV, che si traduce, nei cristalli di CUORE, in una variazione di temperatura dell'ordine del decimo di milliKelvin. Per osservare un innalzamento di temperatura tanto piccolo, i rivelatori di CUORE dovranno operare a temperature bassissime, prossime allo zero assoluto; questo è possibile grazie a un potente criostato a diluizione espressamente progettato per raffreddare l'intera massa dei rivelatori (dell'ordine di una tonnellata) a una temperatura di circa 10 mK.
La tecnica calorimetrica, proposta da Ettore Fiorini (precedente portavoce di CUORE) e da T. O. Niinikoski nel 1984, utilizzata per CUORE, è stata ampiamente testata in due importanti esperimenti pilota: MiDBD e Cuoricino, che si è concluso nel giugno 2008. Oltre al doppio decadimento beta senza emissione di neutrini, CUORE potrà studiare anche la materia oscura fredda, la questione degli assioni solari, e altri decadimenti rari.
La collaborazione dell'esperimento CUORE è formata principalmente da scienziati italiani e americani: vi partecipano le Università di Bologna, Università dell'Insubria, Università di Genova, Università di Firenze, Università di Milano-Bicocca e La Sapienza di Roma, l'Università della California a Los Angeles e il California Polytechnic State University, l'Università della Carolina del Sud, l'Università del Wisconsin, e prestigiosi laboratori nazionali (i Laboratori nazionali del Gran Sasso, i laboratori nazionali di Legnaro e i laboratori nazionali di Frascati) e internazionali (Lawrence Berkeley National Laboratory, Lawrence Livermore National Laboratory), nonché l'istituto di fisica applicata di Shanghai. L'esperimento è finanziato soprattutto dall'Istituto nazionale di fisica nucleare (INFN).